# Hev. E. Components: Part 2
Hev. E. Components: Part 2 to wydany w 2001 roku mixtape DJ-a Clue. Wystąpili na nim między innymi DMX, The Lox, Notorious B.I.G. i Lil’ Kim.

## Lista utworów
1. "Intro" (DJ Clue)
2. "Put Your Hands Up" (Jadakiss)
3. "Comin 4 You" (Beanie Sigel & Freeway)
4. "Fiesta (Remix)" (R. Kelly ft. Jay-Z, Boo & Gotti)
5. "In 2 Deep (Sex, Money, Murder)" (The Lox)
6. "You Don't Hear Me Though" (DMX)
7. "Tale From the Hood" (Nas)
8. "Freestyle" (Beanie Sigel, Freeway & Jay-Z)
9. "Queen Bitch Part 2 (Remix)" (Lil’ Kim ft. Jay-Z & Notorious B.I.G.)
10. "P.O.V. Anthem" (Tah-Murda)
11. "Outstanding" (Prodigy ft. Bars & Hooks)
12. "How We Roll" (Big Pun)
13. "Freestyle" (Memphis Bleek ft. CO-D's)
14. "Freestyle" (Beanie Sigel)
15. "Freestyle" (Boo & Gotti)
16. "Freestyle" (Freeway & Memphis Bleek)
17. "Some Niggas" (The Lox)
18. "Shit's Still Real" (Mic Geronimo ft. DMX)
19. "Supermodel" (Capadonna ft. Ghostface)
20. "Dem Thangs" (Angie Martinez ft. Q-Tip)